# 越南外贸股份商业银行
越南外贸股份商业银行（越南语：／），通称Vietcombank（越南外贸银行、越南外商银行），是越南的商业银行，总部位于河内市。越南四大国有商业银行之一。
截至2020年12月31日，该行在越南有116家分行和474个交易办事处，3个本地子公司，3个海外子公司，3个合资公司，同时在新加坡设有海外代表处，市值为155亿美元。

## 历史
越南外贸股份商业银行的前身是1963年4月1日成立的越南外贸银行，原本为越南国家银行外汇局分支，专营外贸银行业务，同时支持北越的战事。1990年，顺应市场化改革，改制为股份商业银行。
2008年，因应越南政府推行之国有企业私有化政策，外贸银行於2009年6月30日在胡志明市证券交易所上市，首次公开募股筹得6.52亿美元，当时为越南史上最大规模的实行首次公开募股的企业。
2011年，日本瑞穗银行以11.8万亿越南盾（5.673亿美元）购得越南外贸银行15%的股份。

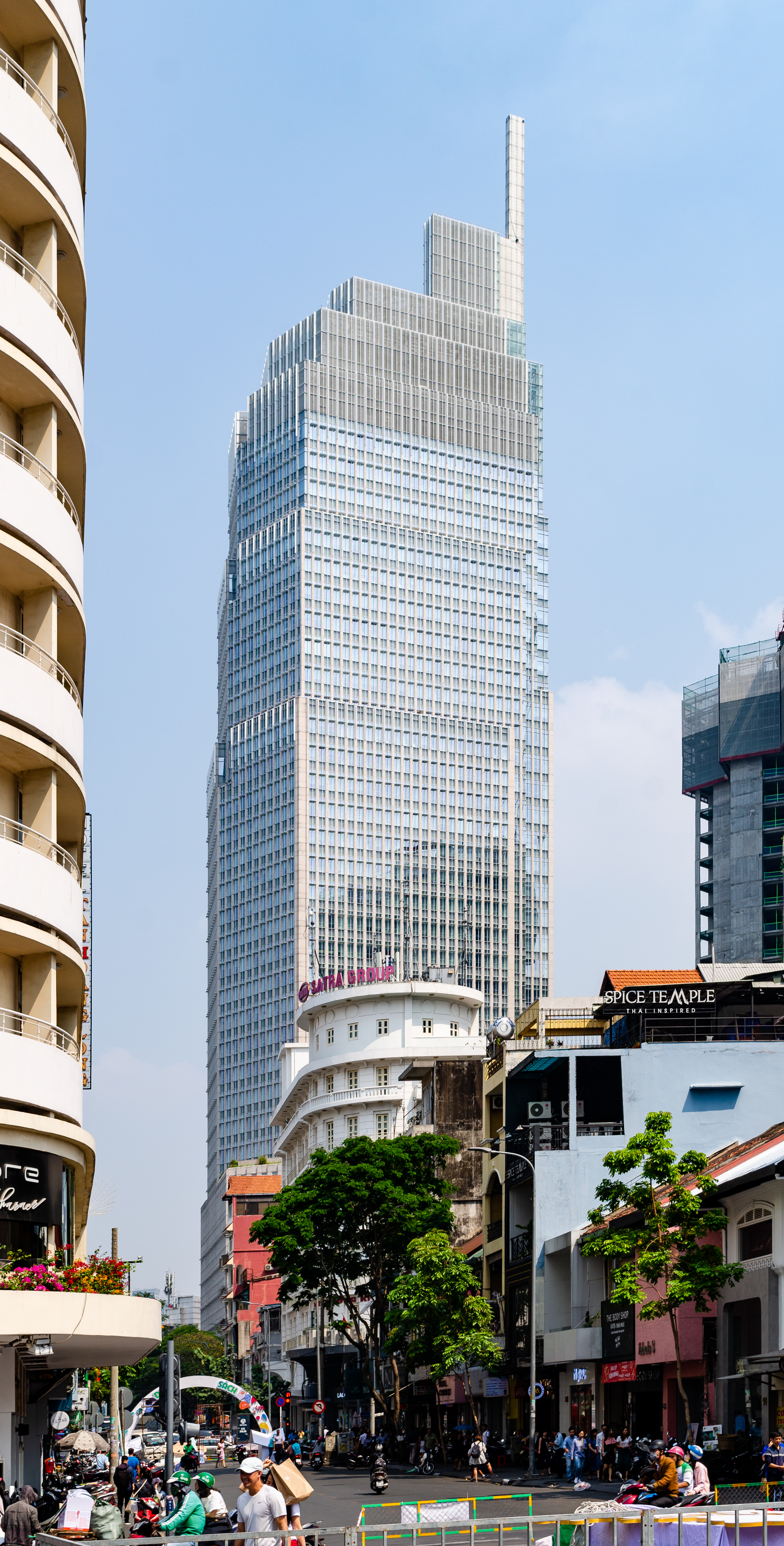
位于胡志明市的越南外贸银行大楼